# Saint-Priest-la-Roche
Pour les articles homonymes, voir Saint-Priest (homonymie) et La Roche.
Saint-Priest-la-Roche est une commune française située dans le département de la Loire en région Auvergne-Rhône-Alpes.

## Géographie

### Climat
Pour des articles plus généraux, voir Climat d'Auvergne-Rhône-Alpes et Climat de la Loire.
En 2010, le climat de la commune est de type climat des marges montargnardes, selon une étude du Centre national de la recherche scientifique s'appuyant sur une série de données couvrant la période 1971-2000. En 2020, Météo-France publie une typologie des climats de la France métropolitaine dans laquelle la commune est exposée à un climat de montagne ou de marges de montagne et est dans la région climatique Nord-est du Massif Central, caractérisée par une pluviométrie annuelle de 800 à 1 200 mm, bien répartie dans l’année.
Pour la période 1971-2000, la température annuelle moyenne est de 10,4 °C, avec une amplitude thermique annuelle de 16,4 °C. Le cumul annuel moyen de précipitations est de 857 mm, avec 9,8 jours de précipitations en janvier et 7,1 jours en juillet. Pour la période 1991-2020, la température moyenne annuelle observée sur la station météorologique de Météo-France la plus proche, « Fourneaux », sur la commune de Fourneaux à 14 km à vol d'oiseau, est de 11,7 °C et le cumul annuel moyen de précipitations est de 900,1 mm,. Pour l'avenir, les paramètres climatiques de la commune estimés pour 2050 selon différents scénarios d'émission de gaz à effet de serre sont consultables sur un site dédié publié par Météo-France en novembre 2022.

## Urbanisme

### Typologie
Au 1er janvier 2024, Saint-Priest-la-Roche est catégorisée commune rurale à habitat très dispersé, selon la nouvelle grille communale de densité à sept niveaux définie par l'Insee en 2022.
Elle est située hors unité urbaine. Par ailleurs la commune fait partie de l'aire d'attraction de Roanne, dont elle est une commune de la couronne,. Cette aire, qui regroupe 88 communes, est catégorisée dans les aires de 50 000 à moins de 200 000 habitants,.

### Occupation des sols
L'occupation des sols de la commune, telle qu'elle ressort de la base de données européenne d’occupation biophysique des sols Corine Land Cover (CLC), est marquée par l'importance des territoires agricoles (86,5 % en 2018), une proportion sensiblement équivalente à celle de 1990 (85,7 %). La répartition détaillée en 2018 est la suivante :
prairies (56 %), zones agricoles hétérogènes (26,3 %), forêts (8,6 %), terres arables (4,2 %), eaux continentales (3 %), milieux à végétation arbustive et/ou herbacée (1,8 %). L'évolution de l’occupation des sols de la commune et de ses infrastructures peut être observée sur les différentes représentations cartographiques du territoire : la carte de Cassini (XVIIIe siècle), la carte d'état-major (1820-1866) et les cartes ou photos aériennes de l'IGN pour la période actuelle (1950 à aujourd'hui).

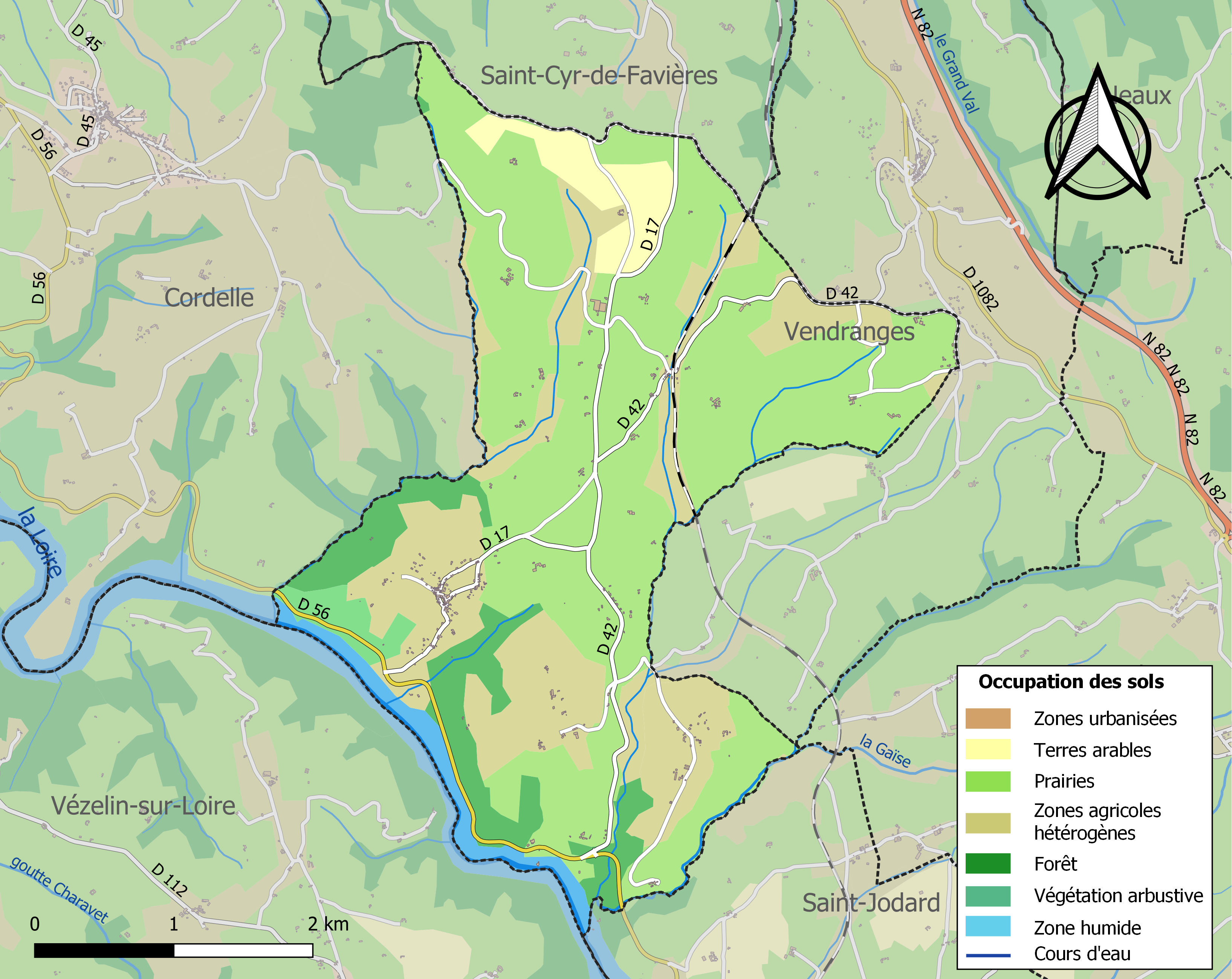
Carte des infrastructures et de l'occupation des sols de la commune en 2018 (CLC).

## Politique et administration
| Période                                  | Période        | Identité       | Étiquette | Qualité |
| ---------------------------------------- | -------------- | -------------- | --------- | ------- |
| Les données manquantes sont à compléter. |                |                |           |         |
| maire en 1978                            | ?              | Albert Lescure | DVG       |         |
| 1989                                     | 1995           | Louis Liange   |           |         |
| 1995                                     | 2008           | Jacques Fabre  |           |         |
| 2008                                     | Décédé en 2024 | André Roche    |           |         |
| 2024                                     | En cours       | Gerald PERRIN  |           |         |

## Démographie
L'évolution du nombre d'habitants est connue à travers les recensements de la population effectués dans la commune depuis 1793. Pour les communes de moins de 10 000 habitants, une enquête de recensement portant sur toute la population est réalisée tous les cinq ans, les populations de référence des années intermédiaires étant quant à elles estimées par interpolation ou extrapolation. Pour la commune, le premier recensement exhaustif entrant dans le cadre du nouveau dispositif a été réalisé en 2007.

En 2022, la commune comptait 340 habitants, en évolution de −2,3 % par rapport à 2016 (Loire : +1,32 %, France hors Mayotte : +2,11 %).
| 1793 | 1800 | 1806 | 1821 | 1831 | 1836 | 1841 | 1846 | 1851 |
| ---- | ---- | ---- | ---- | ---- | ---- | ---- | ---- | ---- |
| 500  | 937  | 559  | 523  | 560  | 572  | 605  | 610  | 611  |

| 1856 | 1861 | 1866 | 1872 | 1876 | 1881 | 1886 | 1891 | 1896 |
| ---- | ---- | ---- | ---- | ---- | ---- | ---- | ---- | ---- |
| 648  | 615  | 627  | 678  | 677  | 664  | 653  | 639  | 586  |

| 1901 | 1906 | 1911 | 1921 | 1926 | 1931 | 1936 | 1946 | 1954 |
| ---- | ---- | ---- | ---- | ---- | ---- | ---- | ---- | ---- |
| 562  | 574  | 515  | 443  | 433  | 395  | 411  | 356  | 298  |

| 1962 | 1968 | 1975 | 1982 | 1990 | 1999 | 2006 | 2007 | 2012 |
| ---- | ---- | ---- | ---- | ---- | ---- | ---- | ---- | ---- |
| 297  | 300  | 285  | 285  | 285  | 274  | 285  | 286  | 335  |

| 2017 | 2022 | - | - | - | - | - | - | - |
| ---- | ---- | - | - | - | - | - | - | - |
| 350  | 340  | - | - | - | - | - | - | - |

## Lieux et monuments
- Château de la Roche est construit sur un site remarquable et insolite des bords de la Loire. Son aspect est très romantique ; ancré sur son piton rocheux, il est entouré par les eaux calmes du lac de Villerest.
- Lac de Villerest.
- Église Saint-Priest de Saint-Priest-la-Roche.

## Personnalités liées à la commune
- La famille Payet qui fit souche à La Réunion au XVIIe siècle est originaire de la commune[17].

## Héraldique
| Blason de Saint-Priest-la-Roche | Blason  | Tiercé en pairle renversé: au 1) d'or au lion de sable armé et lampassé de gueules, au lambel de cinq pendants du même brochant, au 2) de gueules à une tour d'argent maçonnée de sable, au 3) d'azur à la fasce ondée d'argent et à un crosseron d'or brochant sur la fasce.             |
| Blason de Saint-Priest-la-Roche | Détails | Le lion de sable et le lambel = blason de la famille "De Beaujeu" la tour = symbolise le château de la commune la volute de crosse = attribut de saint Priest la fasce ondée = la Loire qui arrose la commune Création JFBinon. Utiliation sur le site de la commune depuis au moins 2024 |